# Токуз — Мерень
Токуз — Мерень — один із газопроводів, які подають блакитне паливо до столиці Республіки Молдова.
У XX столітті облаштували подачу природного газу до Кишинева по трубопроводах Одеса – Кишинів та Рибниця — Кишинів, які отримували ресурс із газопроводів Шебелинка — Одеса та Ананьїв — Богородчани відповідно. У 2000-х роках вирішили підвищити надійність системи газопостачання столиці за рахунок прокладання нового відгалуження, на цей раз від трубопровідного коридору, по якому здійснювався транзит на Балкани (газопроводи Ананьїв — Ізмаїл, ШДКРІ).
У 2007 році проклали трубопровід довжиною 63 км та діаметром 530 мм від Токузу до Мерені (десяток кілометрів від південно-східної околиці Кишинева). Хоча вся його траса перебуває на підконтрольній уряду Молдови території, проте ще до Токузу балканська транзитна система проходить через сепаратистський анклав ПМР. Утім, у другій половині 2010-х Румунія та Україна провели роботи, які давали змогу за необхідності забезпечувати реверсний рух по балканському транзитному коридору, що, відповідно, створило можливість для прийому в Токузі ресурсу, отриманого з південного напрямку без проходження через ПМР.
Газопровід Токуз — Мерень розрахований на робочий тиск у 5,5 МПа при пропускній здатності 0,8 (за іншими даними — 1,8 млрд) м3 на рік.
Нині великими споживачами блакитного палива в столиці Молдови є ТЕЦ № 1 та ТЕЦ № 2.